# 海登海姆县
海登海姆县（Landkreis Heidenheim）是德国巴登-符腾堡州的一个县，隶属于斯图加特行政区，首府布伦茨河畔海登海姆。

## 地理
海登海姆县北面与奥斯特阿尔布县，东面与巴伐利亚州的多瑙-里斯县、多瑙河畔迪林根县和金茨堡县，南面与山地-多瑙县，西面与格平根县相邻。